# 군인
군인(軍人, 영어: military personnel or serviceman)은 군대의 구성원으로서, 전투에 필요한 장비와 기본 기술을 갖추어 전쟁 또는 유사시에 대비하는 역할을 담당하는 사람으로서 현역에 복무하는 장교, 부사관 및 병을 말한다.
현대에 군인은 3가지의 군인으로 육군, 해군, 공군과 같이 속한 군대의 역할에 따른 군종과 그 속에서 자신이 부여받은 역할인 병과를 갖는다. 또한 지휘 체계에 따른 계급을 부여 받는다. 계급은 크게 보아 장교, 부사관, 병사로 구분될 수 있다. 대한민국의 경우 법령으로 병과와 계급을 규정하고 있다.
국제법에 의하여 이들은 군대의 지휘와 인도주의적 제약 하에 무력을 행사할 수 있으며, 적에 의해 신병이 확보되어 무장해제된 경우 포로로서 대우받을 권리를 가진다.

## 개요
군대를 구성하는 군인의 대다수를 차지하는 것은 병사이다. 병사들은 육군, 해군, 공군, 해병대, 해안경비대와 같은 군종에 따라 충원된다. 나라에 따라 징병제를 통해 충원하거나 모병제를 통해 모집한다. 미국은 대표적인 모병제 국가로 주방위군과 연방의 미국군이 모두 모병제를 택하고 있지만 점차 새로운 입대자가 줄어들고 있다. 한편 인구 감소와 사회적 요구 등의 이유로 징병제를 폐지한 나라도 있다. 독일의 경우 최장 18개월의 의무복무 기간이 있는 징병제 국가였으나 점차 복무 기간을 낮춰 6개월까지 줄였다가 2011년 결국 징병제를 폐지하였다. 반면에 프랑스는 폐지한 징병제를 다시 부활시켰다. 그러나 이전과 달리 군사 복무와 함께 폭넓은 사회 대체 복무를 인정한다. 대한민국은 일정한 요건을 갖춘 남성을 대상으로 징병제를 실시하고 있다.
병사를 지휘하는 계급은 장교로 이들은 기본적으로 직업군인이다. 장교는 사관학교나 ROTC와 같은 지휘관 양성 과정을 통해 육성된다. 부사관 역시 별도의 양성과정이나 일정 자격을 갖춘 사람을 모집하여 임명한다. 다만, 모든 장교와 부사관이 전원 직업군인인 것은 아니며 군 복무규정상 10년 이상 복무자에 한해서 직업 군인(장기 복무자)으로 규정하고 있다. 따라서 계급장만으로 직업군인이라고 확신할 수 있는 계급은 장교는 소령 이상, 부사관은 상사 이상이며 준위는 전원 직업군인으로 분류된다.
군인은 통상적으로 정규군에 속해있지만, 준군사조직이나 비정규군에 속한 경우에도 제네바 협약과 같은 국제법에 의해 군인으로 인정된다.

## 군인의 역사

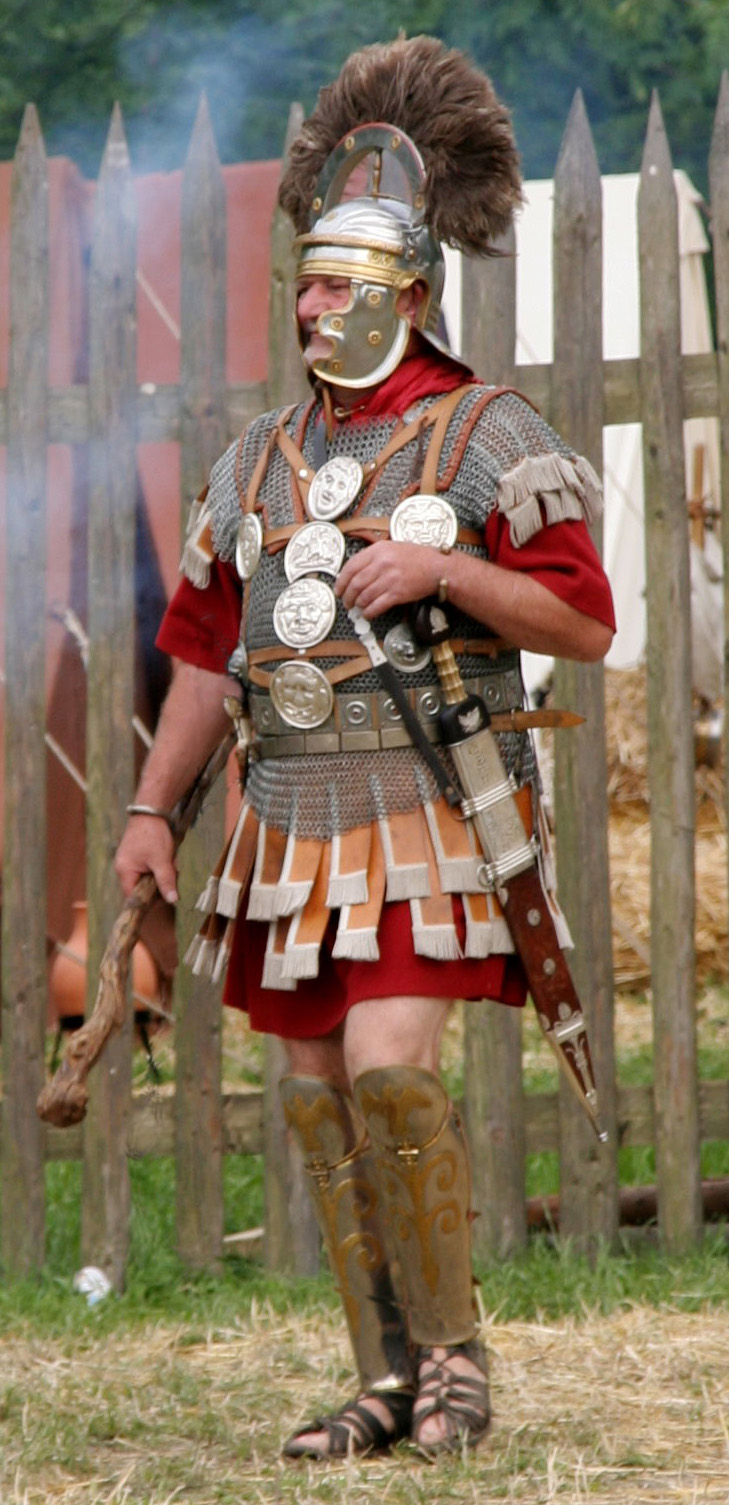
로마 군단의 백인 대장을 재현한 모습

전쟁은 인류의 역사가 기록되기 전부터 있었다. 많은 선사 시대 유적과 유물들은 인류가 이미 역사 이전부터 무력 분쟁을 겪었음을 알게해 준다. 청동기 시대에 들어서면서 만들어진 투구와 갑옷은 당시 이미 전문화된 군인 집단이 있었음을 알려준다. 가장 오래된 의무적인 병역 기록은 아시리아 시대의 것이다. 왕이 전쟁을 원하면 평민과 노예 가운데 일부를 병사로 뽑았다. 기원전 8세기 무렵에는 직업군인들로 이루어진 상비군이 생겨났다. 역사학자 토인비는 이를 "한 단계 더 진전된 사회적 타락"이라고 평한 바 있다.:108
청동기 시대에서 철기 시대를 걸치는 시기는 전세계적으로 고대 국가와 제국들이 형성되는 시기였다. 진시황의 병마용은 진 제국의 군대와 군인의 규모를 짐작하게 한다. 스파르타는 국가에 속한 전체 남성을 대상으로 한 보편적인 의무 병역을 시행하였다. 스파르타의 모든 자유로운 남성은 7세에서 60세까지 병역 의무를 졌다. 당시 평균 연령을 생각하면 사실상 일생 동안 병역에서 자유롭지 않았던 셈이다.:108 한편 동양에서는 백성들이 국가에 동원되는 역(役)의 하나로서 병역이 시행되었다. 일정 기간 의무적인 병역을 시행한 것은 진나라로 상앙의 변법 이후 각 지역마다 남성을 대상으로 일정 기간을 번갈아 가며 병역을 지게하였다. 한번 징집되면 군영에 복무해야 하는 기간은 2년이었다고 한다. 한국 역시 이와 유사한 제도가 고대에서부터 시행되었다. 고구려, 백제, 신라는 모두 역의 일종인 신역으로서 병역을 부과 하였는데 고구려와 백제의 경우 역을 시작하는 입역연령을 15세로 두었다. 고대 로마가 운영한 로마 군단은 애초에 전쟁이 있을 때 임시로 모집되는 군대였으나 로마 제국 시기에 이르러서는 직업군인으로 이루어진 상비군이 되었다.
서양의 중세 시기 군인은 기사와 같은 전문 투사 계급과 함께 평민 출신의 보병과 궁병 같은 병과가 운영되었다. 중세 말기 잉글랜드 내전 당시 평민 요먼은 당대 전투의 핵심 가운데 하나였다. 중세 동양의 경우 관료 제도를 통해 문반과 무반이 정착하면서 군을 전담하는 관료가 형성되었다. 한국의 경우 문무반의 구분은 고려 초에 시작되어 조선 말까지 유지되었다.
전쟁을 대비한 군인의 육성은 매우 비용이 많이 들기 때문에 근세 초에 이르기까지 지속적인 상비군을 유지한 경우보다는 필요할 때마다 징집하는 형태가 더 많았다. 르네상스 시기 이탈리아의 피렌체 공화국이나 베네치아 공화국와 같은 도시 국가들은 자유용병대와 같은 용병을 고용하여 국방을 해결하였다. 이들 용병을 이끌던 콘도티에로는 당시 이탈리아에서 강력한 영향력을 행사하였다. 그러나 용병은 자신의 이익에 따라 움직였기 때문에 자주 배반을 일삼았다. 마키아벨리는 《군주론》에서 용병대장들이 자신의 위세만을 생각할 뿐이어서 외국 군대의 침략에 맞서기 힘들다고 평했다.
30년 전쟁 시기에 들어 전쟁의 양상은 각종 화포가 주도하는 형태로 변했고, 승리를 위해서는 보다 오랫동안 고강도의 훈련을 받은 숙련된 군인이 필요하게 되었다. 스웨덴의 구스타브 2세 아돌프는 기존의 미늘창을 주력으로 하던 보병 부대를 화승총을 위주로 한 총병대로 바꾸고 대포를 주요 무기로 사용하여 상비군의 위력을 보였다. 화기의 발전은 기사를 비롯한 기마병의 역할을 무력화시켰고, 이후 유럽의 각국은 보병을 중심으로 하는 상비군 유치에 공을 들이게 된다. 상비군이 육성되며서 군대는 이전에 민간 업자에 맡겼던 보급과 수송 역시 군의 병과 안으로 편입하였고 이에 따라 군인의 병과 역시 더 상세하게 세분되었다.
근세 시기 상비군은 자원 모집 형태로 운영되는 모병제 군대였다.:114 동양 역시 근세 후반에 들어 상비군을 유지하였지만 훈련도감과 같은 모병제 상비군은 매우 소수로 운영되었다. 전국민을 대상으로한 징병제 도입은 근대의 산물이다. 프랑스 혁명이 가져온 평등 이념은 국가의 주인이 국민이라는 사상과 함께 내셔널리즘과 국가주의 역시 불러왔다. 개인에게는 아무런 이익도 없는 징집을 국민이 받아들이기 위해서는 모두 하나의 국가 구성원이라는 믿음과 서로 평등하다는 신념이 있어야 개별징집제가 가능하다. 나폴레옹 전쟁은 개별징집제를 통해 징집된 아마츄어 군인이 오랫동안 훈련 받아온 직접 군인을 대적하여 이길 수 있다는 것을 보여주었다. 근대 국가는 징집된 군인에게 "애국심"을 고취하여 그들을 전쟁터로 내 보냈다. 엄마 나 위키피디아 나왔어!
국민 모두가 징집의 대상이 되는 근대 징병제의 출현은 이어서 총력전의 개념으로 발전하였다. 직접 전쟁에 임하는 군인뿐만 아니라 국가의 모든 자원과 인력을 전쟁에 투입하는 총력전은 제1차 세계대전을 통해 막대한 파괴와 인명 피해를 초래하는 원인이 되기도 하였다. 제2인터내셔널을 비롯한 여러 세력이 세계 대전을 자본가들의 이익을 위해 무고한 민중을 희생하는 것이라고 비난했음에도 불구하고 애국심에 고취된 전쟁 열풍을 막을 수는 없었다. 사회주의를 바탕으로 민중을 표현한 판화가 케테 콜비츠는 제1차 세계대전이 일어나 아들이 입대를 원하자 단지 아들이 원하는 것이라는 이유로 이를 허락하였다. 그러나 아들은 전쟁터에서 전사하였고, 케테 콜비츠는 국가가 애국심을 앞세워 아이들을 꼬드겨 전쟁터로 내몰았다고 여기게 된다. 전쟁 이후 콜비츠는 아들의 죽음을 비롯한 많은 반전 작품을 남기게 된다. 비트겐슈타인 역시 제1차 세계대전에 오스트리아군으로 참전하였다가 포로가 된 경험이 있다. 제1차 세계 대전의 대량 살상 무기에 대한 경험은 참전 군인들에게 큰 정신적 충격을 주었다.
만일 불타는 꿈속에서 / 그가 실려가는 마차 뒤를 따라 걸을 수 있다면 / ……/ 독가스 찬 폐 속에서 쿨렁쿨렁 쏟아져 나오는 피소리를 들을 수 있다면 / …… / 친구여 영광의 이야기를 졸라대는 아이들에게 / 그렇게 진심으로 거짓말을 하지는 못할 테지 / 그 오래된 거짓말 말일세 / "조국을 위해 몸바치는 것은 고귀한 영예라고."— 윌프레드 오언, 《고귀한 영예》, 인류이야기 현대편 1에서 재인용

20세기는 이념의 시기였고 이념적 갈등에 따른 전쟁이 끊이지 않았다. 스페인 내전, 제2차 세계대전, 한국 전쟁, 베트남 전쟁과 같은 전쟁은 모두 이념적 대립이 전쟁의 중요한 이유 가운데 하나이다. 이에 따라 군대 역시 다양한 형태로 존재하게 되었다. 정규군뿐만 아니라 의용군, 파르티잔, 레지스탕스와 같은 여러 비정규군과 준군사조직 역시 참전한 것이다. 스페인 내전 당시 국제여단은 세계 각국에서 몰려온 다양한 집단으로 이루어진 부대였다. 조지 오웰은 《카탈루냐 찬가》에서 당시 참전한 군인들이 내적으로도 많은 갈등이 있었음을 전하면서도 신념에 따라 자원 입대하여 구성된 군대의 자유로운 모습을 그리고 있다. 한편 신념에 따라 징집을 거부하는 사례도 있다. 전국민을 대상으로 하는 징병제의 실행은 종교와 같은 개인의 신념에 의한 병역거부와 같은 문제가 필연적으로 발생한다. 일반에게 널리 알려진 병역거부 사례인 여호와의 증인의 경우 나치 독일이나 일제강점기 조선에도 징병에 거부하여 감옥에 갔다. 현대의 여러 나라들은 대체복무를 허용하여 개인의 신념과 국가의 필요를 절충하고 있다.

## 계급

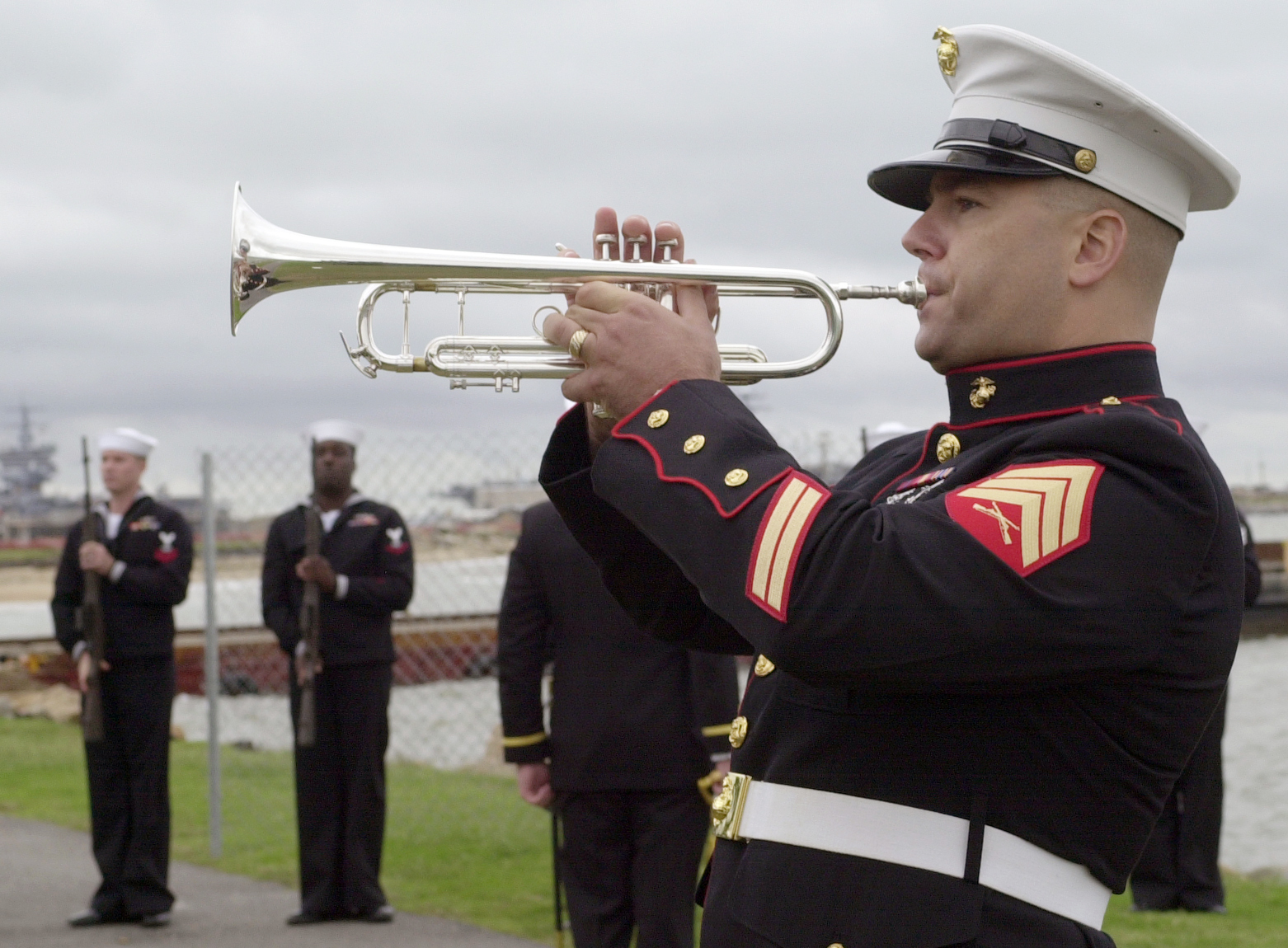
미국 해군 상사 계급장을 단 군악대

군인에게는 계급이 부여된다. 계급은 크게 보아 장교, 부사관, 병 등으로 구분될 수 있다. 각 급의 세부적인 계급은 나라마다 다르고 군종에 따라서도 다를 수 있다. 예를 들어 대한민국 국군의 대위에 해당하는 미국 육군의 계급은 캡틴(Captain)이지만, 미국 해군의 캡틴은 함장 계급으로 대한민국 국군의 대령과 같은 계급이다. 육군과 해군의 영어 계급 체계가 다른 것은 두 군종의 발달 역사가 다르기 때문이다.
서유럽과 미국, 오스트레일리아와 뉴질랜드, 대한민국 등은 NATO의 군사 계급 체계에 따라 계급을 부여하고 있다. 반면 중국 인민해방군이나 조선인민군 등 사회주의권 군사 계급은 체계가 조금 다르다. 사회주의권에서는 병의 계급이 둘 또는 셋으로 좀 더 단순한 면이 있다.

### 장교
장교는 기본적으로 부대의 지휘관이다. 전쟁과 전투의 수행에서 필요한 지휘를 위해 육성된다. 근대 이전의 신분제 사회에서 장교는 의레 귀족이거나 사대부와 같은 지배 계층이었다. 각종 군사학교를 통한 장교의 육성은 근대 이후의 일이다. 오늘날 장교의 육성은 사관학교와 같은 전문 교육기관이나 OCS와 같은 육성 과정을 통해 이루어진다. ROTC는 극소수의 국가에서만 운영하는 장교 제도이다.
장교는 소위, 중위, 대위와 같은 위관급 장교, 소령, 중령, 대령과 같은 영관급 장교, 준장, 소장, 중장, 대장 등의 장성급 장교로 세분된다.

### 부사관
부사관은 군대의 각종 필요에 의한 전문 인력이다. 다른 나라에서는 군복무를 오래 한 병사가 자동으로 부사관으로 진급한다. 대한민국 한정으로 별도의 양성과정이나 선발을 통해 입대하게 된다. 세부 계급으로 하사, 중사, 상사, 원사 와 같은 계급이 있다.
신분 분류상 병사이며 병사가 오래 복무하면 부사관이 된다. 국가에 따라 다르지만 주로 병장이나 하사부터 부사관으로 분류된다.

### 병사
군대를 이루는 군인 가운데 가장 많은 수를 차지하는 것은 병사이다. 이등병, 일등병, 상병, 병장과 같은 세부 계급이 있다. 나라에 따라 모병제나 징병제로 모집되며, 현재 대한민국은 징병제를 도입하고 있다. 대한민국만 희한하게 부사관을 따로 선발하는 과정이 존재하지만 다른 나라에서는 병사로 군복무를 오래 하면 부사관으로 진급한다.

## 장비

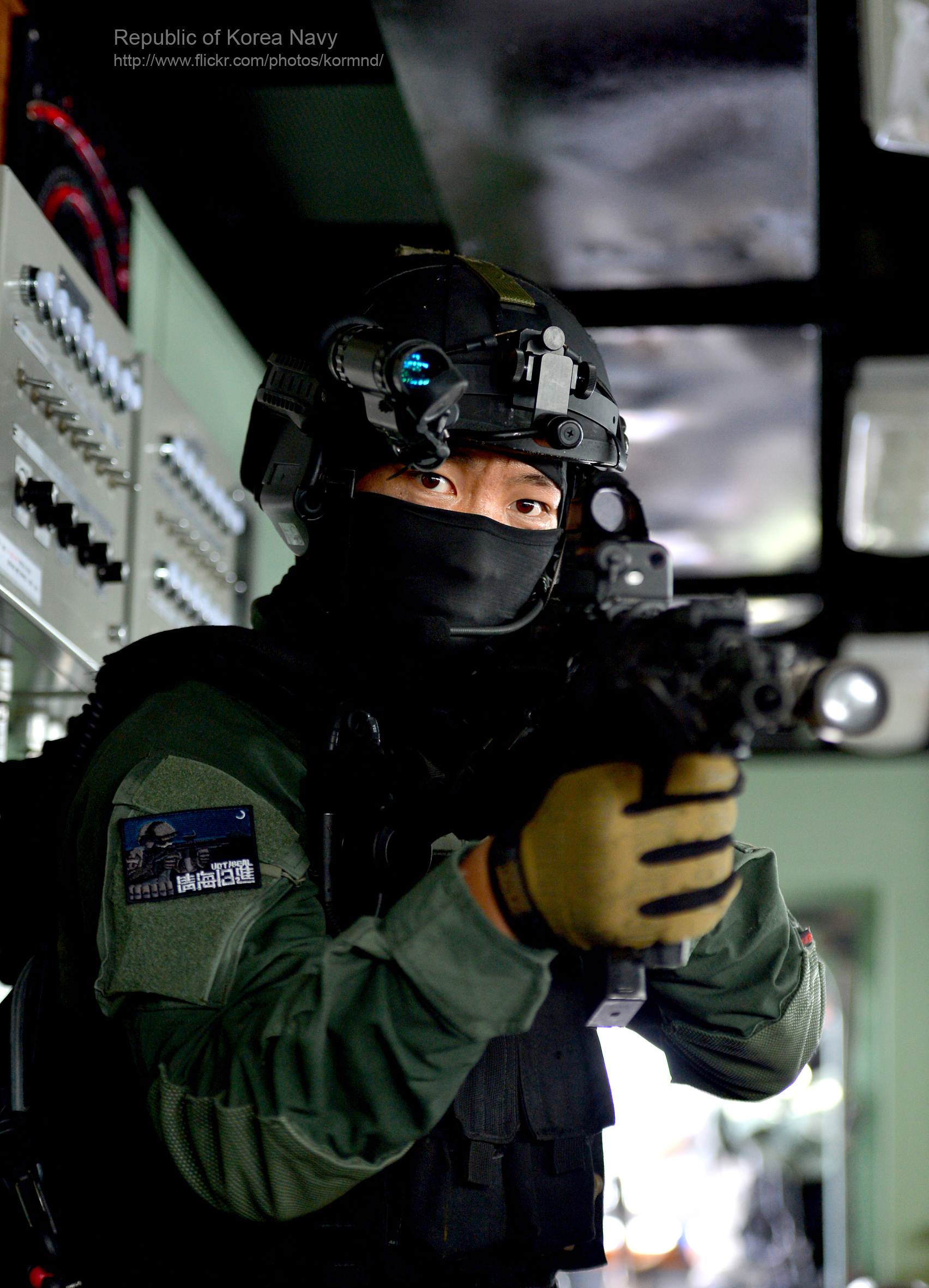
장비를 착용한 청해부대 대원

군인은 임무 수행을 위해 여러 가지 장비를 사용한다. 장비는 크게 보아 방어를 위한 전투모, 방탄복과 같은 개인 방호구, 소총과 같은 공격을 위한 화기, 야간 투시경과 같은 기타 필요한 장비 들이 있다.

### 방어구
현대 군인의 경우 전투모는 가장 기본적인 방어구이다. 근래에 들어서는 방탄복 역시 기본적인 방어구로 사용된다. 화학전을 대비한 방독면 역시 방어구 가운데 하나이다.

### 화기
군인에게는 소총과 권총과 같은 화기가 기본적인 개인 화기로 지급된다. 각 나라의 정규군은 저마다 지정된 제식 화기가 있다. 예를 들어 대한민국 육군의 제식 소총은 K2소총이다.

### 군장
군인은 이동, 교전, 경계, 수색과 같은 여러 임무를 수행하기 위해 여러 가지 장비를 지니고 다녀야 한다. 이렇게 몸에 지니고 다니는 군장은 임무 수행에 꼭 필요한 것들이지만 무게와 부피가 크면 오히려 방해가 될 수도 있다. 이에 따라, 각 군대는 군인 한 명이 지녀야 하는 장비의 종류와 무게를 규정하고 있다. 이러한 규정에 따라 온전히 구성된 군장을 완전군장이라고 한다. 2015년 기준으로 대한민국 육군의 완전군장은 개인화기, 탄약, 탄창, 통합형 전투조끼, 구급약, 수류탄, 전투식량, 비옷, 야전삽, 총기손질도구 등으로 모두 합하여 38.6 ㎏이다.
완전군장을 매고 행군은 하는 일은 매우 힘든 일이다. 이 때문에 훈련 과정에서 완전군장 행군을 제외하자는 의견이 늘 있다. 그러나 대한민국 육군과 해병대는 아직까지는 신병 훈련에서 완전군장 행군을 유지하고 있다.

## 법률
군인은 무력을 사용하기 때문에 보통의 국민보다 엄격한 법률 적용을 받는다. 예를 들어 일반적인 공무원의 근무지 이탈은 중징계를 받지 않을 수도 있지만, 군인이 무기를 들고 탈영하면 매우 큰 문제가 된다. 혜화동 무장 탈영병 총격 난동사건과 같은 일이 벌어질 수 있기 때문이다. 군인의 신분과 행동에 대해서는 다른 공무원과 달리 군인사법, 군인복무규율, 군형법과 같은 별도의 법률이 적용된다.
그러나 군인 역시 국가의 헌법에 따라 기본권을 보장받는 시민이기 때문에 어떠한 행동이 허용되는지는 각 나라의 법률 상황에 따라 다르다. 대한민국 국방부는 군인이 읽을 수 없는 책까지 지정하는 금서 규정을 시행한 바 있다. 대한민국의 군인은 노동권에 제약이 있다. 그러나 남아프리카공화국에서는 군인 역시 노동조합이 있으며 2009년에는 파업을 일으키기도 하였다. 프랑스의 경우 군인의 파업권은 인정되지 않으나 2001년 프랑스 육군 헌병의 파업이 있었다.
쿠데타와 같은 중대한 범죄는 분명한 위법임에도 이들이 정권을 찬탈하였을 경우 당장에 처벌할 수 없는 문제가 발생한다. 한편 헌정이 복귀된 뒤에 지난 군사 반란을 어떻게 처리할 것인가도 사회 문제가 된다. 1995년 대한민국 검찰은 12·12 군사 반란에 대해 "성공한 쿠데타는 처벌할 수 없다"는 이유를 들어 기소하지 않았다. 그러나 대한민국 법원은 검찰의 이러한 주장이 이유 없다고 보고 반란죄에 대해 유죄를 선고하였다.

## 윤리

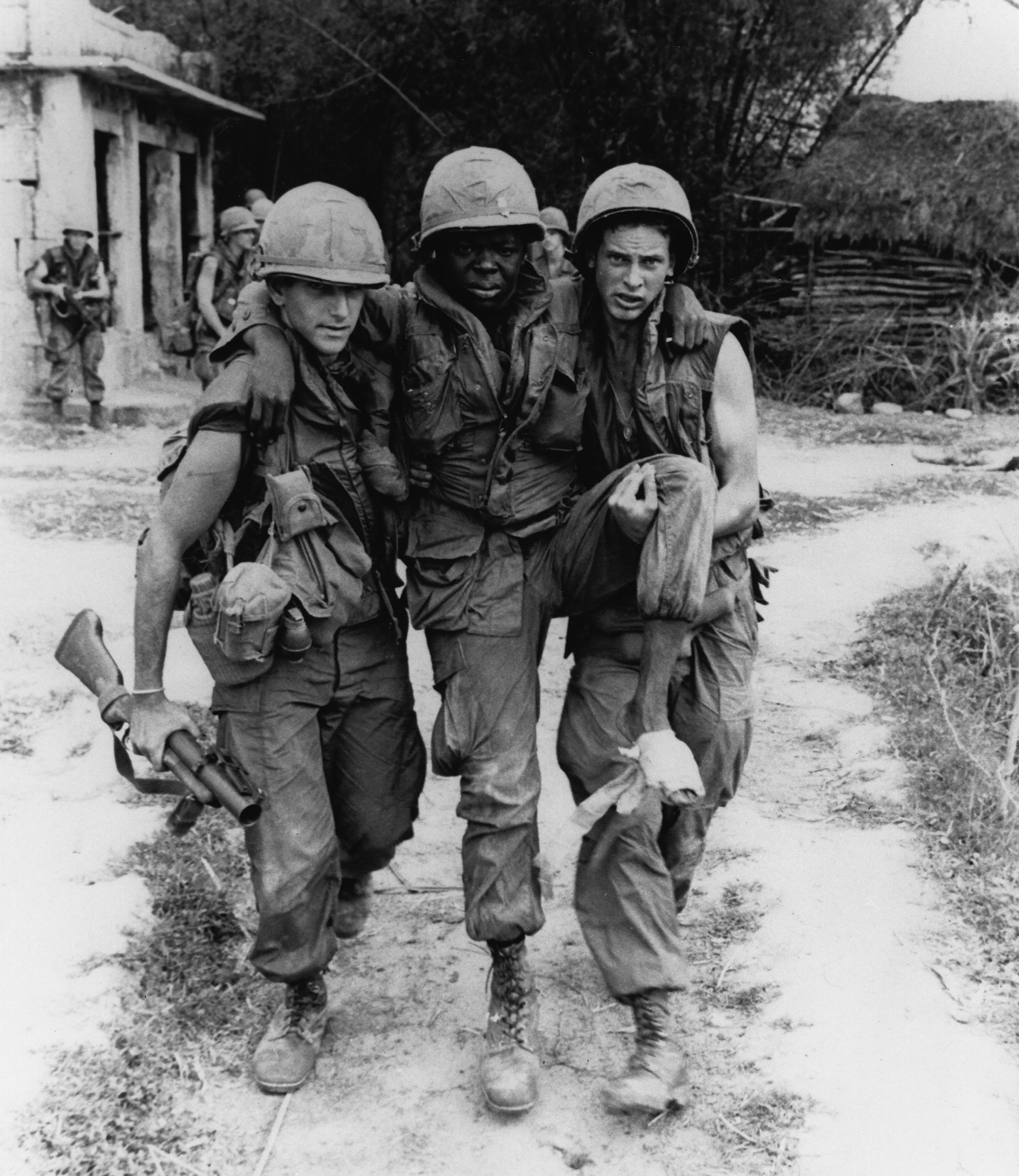
미라이 학살에서 자신의 발에 스스로 권총을 발사하여 현장을 벗어나는 카터 일병

군인은 교전 중에 불가피하게 다른 사람을 죽여야 한다. 극단적인 경우 "군인은 살인자"라고 주장할 수도 있다. 1991년 한 독일의 사회학자는 자신의 차에 이 문구를 붙이고 다니다가 기소되었지만 독일 법원은 이를 헌법이 허용하는 표현의 자유로 보았다.:102 여호와의 증인이 병역을 거부하는 주된 이유도 살인을 하지 말라는 계율에 반한다는 것이다. 한편 국민의 생명과 안전을 방호 한다는 면에서 국방의 의무는 "신성한 의무"라고 평가되기도 한다. 외적의 침입으로부터 국가를 지키지 못하면 국민의 생명 보호라는 더 큰 윤리적 가치가 훼손된다는 것이다.
다만 군인은 명령에 의해 움직이는 직업이기 때문에 최상위 지휘관(대통령 등 국가 지도자 포함)으로서 군인에게 명령을 내리는 사람의 윤리에 의해 결정된다. 그렇기 때문에 윤리의식이 결여된 지휘관의 명령을 무시해서 자신의 윤리관을 지키는 경우도 있는데 일례로 전원 돌격해서 전사하라는 아돌프 히틀러의 명령을 무시하고 병사들을 살리기 위해 소련군에 항복한 프리드리히 파울루스가 있다.
군대와 군인의 존재에 대한 윤리 외에도 군인 개인의 윤리 역시 늘 딜레마를 가지고 있다. 5·18 광주 민주화 운동 당시 일어난 민간인 학살과 같은 범죄에 가담한 군인 개인은 단지 명령에 따랐기 때문에 문제가 없는 것일까 하는 물음이 있다. 개인의 신념에 반하여 명령에 따라 범죄에 가담한 군인은 평생동안 그에 대한 트라우마를 겪기도 한다. 제2차 세계 대전 이후 나치 전쟁 범죄를 다룬 뉘른베르크 국제군사재판은 단지 명령에 따랐을 뿐이라는 나치 부역자의 주장을 인정하지 않았다. 한나 아렌트는 《예루살렘의 아이히만》에서 그저 명령에 따랐을 뿐이라고 주장한 전쟁 범죄 가담자의 주장을 악의 평범성이라는 개념으로 정리하였다.
윤리적 문제에 맞닥뜨린 군인이 소극적 저항으로 딜레마를 피하고자 하는 경우도 있다. 미라이 학살의 현장에서 일등병 카터는 자신의 발에 권총을 발사하여 부상당하였다. 명령이 내려진 상황에서 민간인 학살에 가담하고 싶지 않았기 때문이다. 카터는 적극적으로 상관에게 문제를 제기하진 않았지만 스스로는 양심의 가책을 벗어나기 위해 소극적 저항을 한 것이다.
일반적으로 탈영은 범죄로 취급되지만 군인이 할 수 있는 소극적 저항 가운데 하나로 평가되기도 한다. 장준하는 2차 대전 중 일본군에 징집되었으나 탈영하여 광복군에 입대하였다. 독립을 바라는 자신의 신념에 비추어 일본제국의 군대에는 도저히 몸을 담을 수 없었기 때문이다.
윤리적 갈등은 집단적 명령 불복종으로 나타날 수도 있다. 1차 대전 중에 있었던 크리스마스 정전은 전선의 하급 장교와 병사들이 상부의 명령에도 불구하고 전투를 거부한 사건으로 참가자들은 군사재판에 회부되었다.
전쟁의 명분과 상황에 따라 군인은 복잡한 윤리적 갈등 상황에 처하지만 군대는 군인에게 일사불란한 명령 복종과 지시 이행을 윤리로서 받아들이도록 강제한다.

## 문화

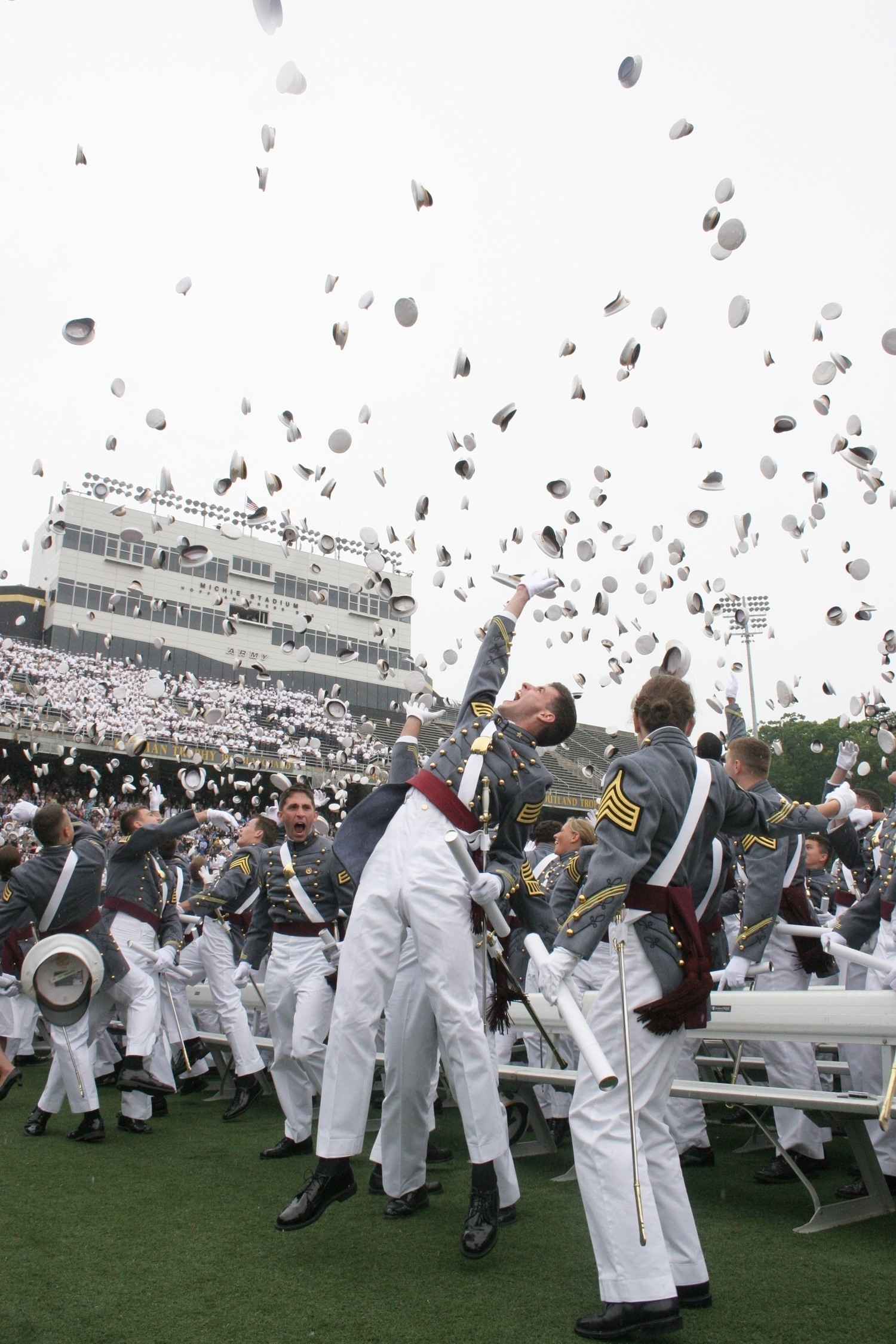
졸업식에서 모자를 던지는 행동은 사관학교의 오랜 전통이다.

사람이 어우러져 사는 곳은 어디든 특정한 문화가 형성되기 마련이다. 군대 역시 여러 역할을 지닌 군인들이 관계를 맺고 있어서 다양한 문화가 형성된다. 군인의 문화는 공식적으로 드러나는 문화와 자신들 사이에서 비공식적으로 형성된 문화가 있다. 군대의 특성상 공식적 문화는 군기, 규율과 같은 엄정한 행동 통제를 강조하는 경향이 있고 비공식적 문화는 군인이 갖는 계급과 처지에 따라 은밀히 형성되는 경우가 많다.
군기와 규율에 대한 행동 지침은 군인복무규율과 같은 공식적 법규로서 지정된다. 그러나 이러한 명문화된 규정이 없더라도 오랫동안 이어져온 전통으로서 특정한 의례나 행동이 유지되기도 한다. 예를 들어 사관학교의 졸업식에서 모자를 집어 던지는 행동과 같은 것이 있다. 오랫 동안 이어져 온 의례라고 할지라도 최근에는 시대의 변화에 따라 보다 군인 개인의 인권에 촛점을 맞춰 평가되기도 한다. 대한민국에서 사관학교 신입생의 직각식사는 오랜 관습이었으나 개인에게 불필요한 고통을 준다는 비판이 있고 대한민국 해병대의 저녁 점호 의식인 순검 역시 이와 같은 이유로 폐지되었다.
경례는 군인의 공식적인 의례 문화 가운데 대표적인 것이다. 같은 나라의 군대라도 군종에 따라서는 경례의 방법이나 구호 등의 행동을 달리하여 자신만의 전통으로 삼기도 한다.
반면 비공식적 문화는 언제 누가 시작했는 지도 확실치 않게 생겨나 군인들 사이에서 유지되는 것으로 군인들의 은어, 흔히 "사가"(私歌)로 불리는 비공식적 노래에서부터 선후임 사이의 예절에 이르기까지 다양하다.
군인의 비공식적 문화 가운데에는 기수 열외와 같이 상대를 괴롭히거나 따돌리는 악습도 있다. 군대 내의 구타와 괴롭힘은 전세계 여러 나라 군대가 겪고 있는 문제이기도 하다. 독일의 연방군이 군인을 "제복 입은 시민"으로서 폭력과 괴롭힘에 대한 방지책을 마련하기 위해 노력하는 것을 필두로 세계 여러 나라에서는 군인 사이의 악습을 없애기 위한 제도적 노력을 하고 있다. 그러나 병사들 사이에서는 여러 가지 이유로 악습이 계속해서 유지되고 있는데, 소원수리와 같이 부조리를 익명으로 고발한다고 하여도 제대로 처리되지 않는 점과 경력이 쌓여 선임이 되면 이른바 "본전 생각"이 난다는 점 등이 그 이유로 지목된다.

### 사회적 영향
군인 사이의 문화는 사회적으로도 영향을 준다. 밀리터리룩은 군복의 영향을 받은 의복을 가리키는 용어이다. 오늘날엔 정장으로 취급되는 옷들도 그 기원은 군복인 경우가 많다. 군대에서 사용되는 언어 역시 사회적으로 통용된다. 회사의 운영에는 흔히 경영 "전략"이란 말이 사용되며 회사의 선임과 후임 관계를 군인에 빗대어 사수/부사수라고 부르는 경우도 흔하다.
직업 선호도 조사에서 가장 하기 싫은 직업 1위와 2위에 군인이 뽑혔다.
- 1위: 병과 부사관. 직급도 낮고 급여도 매우 적으며(직업 급여 중 하위권) 온갖 험한 일을 전담하며 목숨도 잘 잃는다.
- 2위: 장교. 직급이 높고 병과 부사관보다 사망율도 낮지만 직업 안정성이 없으며 보직이 계속 바뀌어 계속 이사를 다녀야 한다.
- 3위: 소방관. 굉장히 위험한 직업이다.
- 4위: 항공기 조종사. 항공기 조종 자체가 매우 높은 난이도로 악명 높으며 단 한 번의 실수로 항공기 승객이 전원 사망할 수도 있을 정도로 매우 위험하다.
- 5위: 이벤트 코디네이터. 쉬는 시간이 거의 없다.
- 6위: 홍보 회사 임원. 홍보를 잘못하면 기업 이미지에 큰 손상을 입히는 위험 부담이 존재한다.
- 7위: 대기업 임원. 계약직이며 업무량이 매우 많다.
- 8위: 신문기자. 기사의 내용에 따라 테러를 당하기도 하며 종군기자의 경우 병과 부사관 만큼 위험하다.
- 9위: 우체국 직원. 우편 업무량이 어마어마하다. 21세기 들어 이메일의 존재로 인해 줄어들었다고는 하나 여전히 업무량이 많다.
- 10위: 택시 기사. 사납금을 채워야 하므로 일정 수입 이상 획득하지 못하면 계속 적자가 난다.

## 같이 보기
- 군대
- 군인 계급
  - 장교
  - 부사관
  - 병
- 모병제
- 부상제대군인
- 퇴역 군인
- 주재무관(국방무관) - 대사관 등 외교 공관에서 근무하는 군인 장교